# Селище (поселення)
Селище — поселення ХІІ-ХІІІ сторіччя біля села Анисова Чернігівського району, в заплаві лівого берега річки Десни на берегах стариць Глушець і Комарівка в урочищі Селище.

## Дослідження
Відоме з 1948 року, досліджувалося 1985 року.
Культурний шар має потужність 0,7-1,0 м. Верхня його частина датується ХІІ-ХІІІ сторіччями, нижня — бронзою добою.

## Поселення бронзової доби
Знахідки бронзової доби: фрагменти ліпних посудин багатоваликової, східно-тшинецької (сосницька культура) і лебедівської культур.

## Руське поселення
Вивчено 2 наземних житла ХІІ-ХІІІ сторіччя з глинобитними печами і 5 господарських ям різної форми і глибини. 
Із давньоруських знахідок виділяються мініатюрна срібна підвіска з зображенням на лицьовому боці хреста в обрамленні гілок, а також лита бронзова накладка (8x10 см) з рельєфним зображенням двох птахів і чоловіка між ними. Знайдені також залізні остроги, свинцеві та шиферні грузила, замки, ключі, пробійники, шиферні пряслиця, 27 фрагментів скляних браслетів, дві пряжки, цвяшки, десятки залізних і свинцевих пластинок різних розмірів, а також велика кількість уламків плінфи ХІІ-ХІІІ ст.